# Amata mendax
Amata mendax là một loài bướm đêm thuộc phân họ Arctiinae, họ Erebidae.